# Brevipalpus rica
Brevipalpus rica är en spindeldjursart som beskrevs av Mohammad Nazeer Chaudhri 1972. Brevipalpus rica ingår i släktet Brevipalpus och familjen Tenuipalpidae. Inga underarter finns listade.